# Koyukuk National Wildlife Refuge
Das Koyukuk National Wildlife Refuge ist ein 14.367 km² großes Schutzgebiet des National Wildlife Refuge Systems im Binnenland Alaskas. Es liegt in einem Becken im Überschwemmungsgebiet des Koyukuk Rivers und wird eingerahmt vom Yukon und den Ausläufern der Brookskette. Das Refuge wird von der Weltnaturschutzunion in der Kategorie IV (Biotop- und Artenschutzgebiet) geführt.

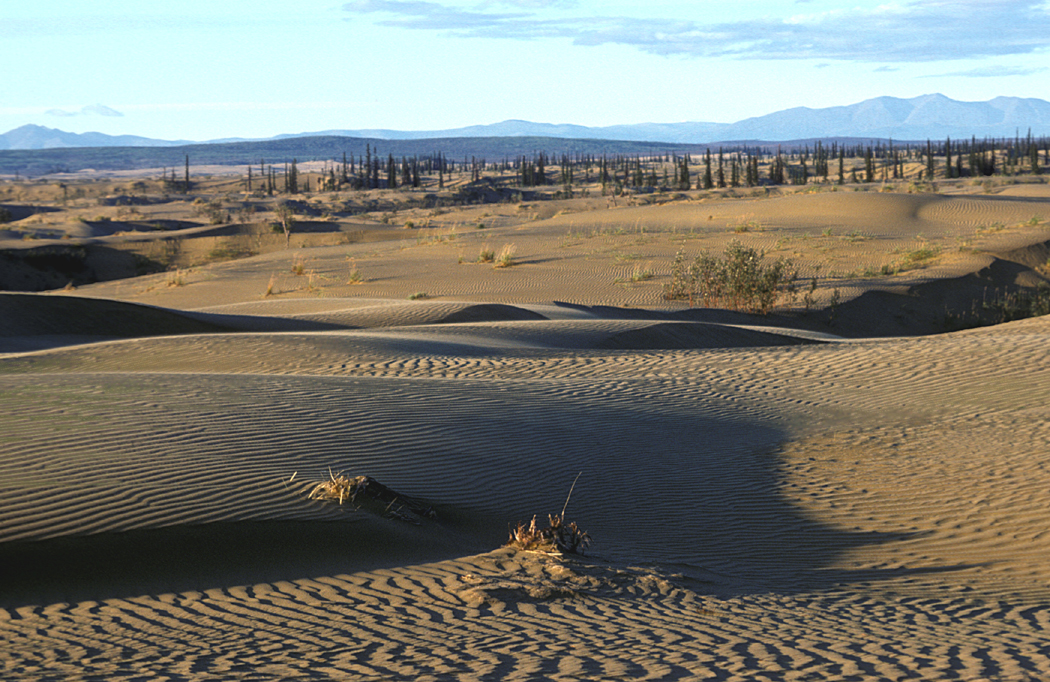
Sanddünen von Nogahabara

In den Niederungen der Flussauen wachsen Fichten. Über der bei etwa 600 m liegenden Baumgrenze ist die Vegetationsform alpine Tundra. Außer an den Südhängen der Berge und entlang der Flüsse gibt es diskontinuierlichen Permafrostboden.
Teil des Refuges ist die 1600 km² große Koyukuk Wilderness, ein als Wilderness Area, der strengsten Klasse von Naturschutzgebieten der Vereinigten Staaten,  ausgewiesener Bereich. Mit den Nogahabara-Dünen befindet sich eine etwa 65 km² große Sandwüste in diesem Wildnisgebiet. Die Dünen sind ein Teil eines heute größtenteils inaktiven Dünengebiets aus dem Pleistozän. Die Dünen können bei einer Länge von bis zu 300 m eine Höhe von 200 m erreichen. Der Sand besteht aus Ablagerungen von Gletschergebieten im Nordwesten, die sich im periglazialen Gebiet des Koyukuk gesammelt haben.

## Tierwelt
Die Wasserpflanzen des Feuchtgebiets und ein reichhaltiges Vorkommen an Wirbellosen sind Nahrungsgrundlage für große Wasservogelpopulationen. Bis zu 100.000 Enten schlüpfen pro Jahr im Gebiet des Refuges. Auch Sing- und Greifvögel nutzen das Refuge als Nistgebiet und Lebensraum.
Das Sumpfgebiet der Koyukuk Wilderness beherbergt mit bis zu zehn Tieren pro Quadratmeile eine der dichtesten Elchpopulationen Alaskas. Die Western Arctic, eine Rentierherde mit mehr als 450.000 Tieren, durchstreift in den Wintermonaten häufig die nördlichen Regionen des Refuges auf der Suche nach unter dem Schnee vergrabenen Flechten. Die Herde Galena Mountain mit etwa 300 Tieren lebt ganzjährig im Schutzgebiet. Auch Wölfe, Luchse, Schwarz- und Grizzlybären haben hier einen Lebensraum.

## Geschichte
Indianer vom Stamm der Koyukon leben seit Jahrtausenden in der Gegend des heutigen Schutzgebiets. Die Rohstoffe der Gegend dienten als Handelsware mit den Inupiaq, einer nordwestlich lebenden Eskimo-Gruppe. Noch heute nutzen sie die natürlichen Ressourcen, die das Feuchtgebiet bietet.
Mitte des 19. Jahrhunderts trafen die ersten Pelzjäger aus Russland ein, errichteten Handelsposten und brachten europäische Waren für den Tauschhandel in die Region. Ende des Jahrhunderts wurde Gold gefunden. 1898 brachten Dampfschiffe die Goldsucher über den Koyukuk zu den Vorgebirgen der Brookskette. Der Goldrausch ließ schnell nach, an den Zuflüssen des Koyukuk nördlich der Grenzen des Schutzgebiets wird aber noch heute Bergbau betrieben.
Das Refuge wurde 1980 im Rahmen des Alaska National Interest Lands Conservation Acts von US-Präsident Jimmy Carter gegründet.